# Empress of Mars
"Empress of Mars" é o nono episódio da décima temporada da série de ficção científica britânica Doctor Who, transmitido originalmente através da BBC One em 10 de junho de 2017. Foi escrito por Mark Gatiss e dirigido por Wayne Yip.
No episódio, o Doutor (Peter Capaldi), Nardole (Matt Lucas) e Bill Potts (Pearl Mackie) viajam para Marte, e ao chegarem, eles se encontram no meio de um conflito entre Ice Warriors e soldados vitorianos. O episódio marca o retorno dos Ice Warriors, vistos pela última vez em "Cold War" na sétima temporada em 2013, que também foi escrito por Gatiss.

## Enredo
Na Terra, a NASA encontra as palavras "Deus Salve a Rainha", escritas na superfície de Marte. O Doutor, Bill e Nardole vão até o planeta para investigar e descobrem que Marte está ocupado por soldados humanos da Grã-Bretanha vitoriana. Nardole volta para a TARDIS, que apresenta defeito e se materializa no escritório do Doutor na universidade. Nardole acaba pedindo ajuda a Missy para voltar.
O Doutor e Bill se encontram com os soldados e descobrem que eles se aliaram com um Ice Warrior chamado Friday. O capitão Catchlove diz que eles encontraram a criatura presa em uma nave espacial e Friday permitiu que os soldados usassem a tecnologia de seu povo para explorar Marte. No entanto, o Doutor acha que Friday estava usando-os para obter acesso a sua colmeia. O dispositivo de mineração descobre o túmulo da Rainha do Gelo e o coronel Godsacre ordena que seus homens observem o túmulo e que não deixem ninguém se aproximar. Jackdaw, um soldado, corta um cristal da base do túmulo e revive a Rainha do Gelo, Iraxxa. Friday, em seguida, diz-lhe que eles dormiram por 5.000 anos.
O resto dos soldados entra e com a batalha iminente, o Doutor pede a Iraxxa que mostre misericórdia; sem ajuda, os Ice Warriors não podem sobreviver na superfície do planeta. Descartando o Doutor e os soldados, ela pergunta a Bill o que ela pensa e cede. De repente, uma bala é disparada e ataca o capacete de Iraxxa, e ela volta a declarar guerra contra os humanos. Catchlove toma o comando, e aprisiona Iraxxa e Friday no túmulo, ordenando também que o Doutor, Bill e Godsacre fossem trancados. Enquanto isso, Iraxxa revive os Ice Warriors na colmeia.
Os Ice Warriors lançam seu ataque. Friday se alia com o Doutor e Bill e distrai Iraxxa para que o Doutor possa controlar o dispositivo de mineração. Ele ameaça usar o dispositivo para enterrar tudo sob o gelo do pólo norte de Marte. Catchlove segura Iraxxa e a ameaça com uma faca e tenta forçá-la a ajudá-lo a pilotar uma nave espacial, mas Godsacre o mata primeiro. Em seguida, ele pede para ser morto pela rainha, mas Iraxxa mostra misericórdia e promete cancelar o ataque enquanto Godsacre se compromete com os Ice Warriors. Em seguida o Doutor chama Alpha Centauri para ajudá-los.
O Doutor e Bill ajudam Godsacre a deixar a mensagem vista em Marte no presente. Nardole reaparece com a TARDIS com Missy a bordo, que questiona o bem-estar do Doutor.

### Continuidade
A chave de fenda sônica do Doutor ainda não tem "nenhuma configuração para madeira", um defeito mencionado pela primeira vez em "Silence in the Library". O retrato da rainha Vitória apresenta a atriz Pauline Collins, que interpretou a personagem em "Tooth and Claw".  Alpha Centauri, bem como sua dubladora, Ysanne Churchman, faz um breve cameo, sendo esta a primeira vez que o personagem apareceu no cânone da série desde o serial The Monster of Peladon de 1973.